# Amtssprachen der Europäischen Union

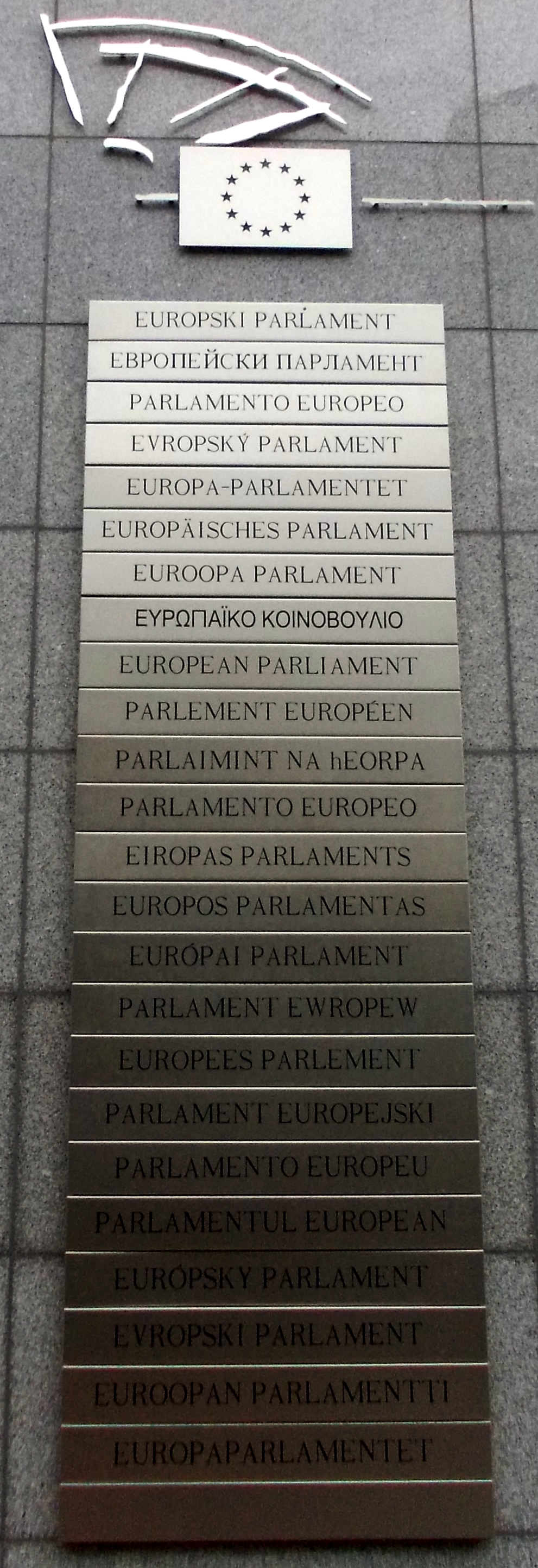
„Europäisches Parlament“ in den 24 Amtssprachen der Europäischen Union (am Parlamentsgebäude in Brüssel)

In der Europäischen Union werden aktuell 24 Sprachen als Amts- und Arbeitssprachen anerkannt. Die Sprachenfrage wurde durch die erste Verordnung festgelegt, die überhaupt von der EWG erlassen wurde (Text der VO 1/1958 siehe unten). Rechtsgrundlage für die Verordnung ist aktuell Art. 342 Vertrag über die Arbeitsweise der Europäischen Union (AEUV): „Die Regelung der Sprachenfrage für die Organe der Union wird unbeschadet der Satzung des Gerichtshofs der Europäischen Union vom Rat einstimmig durch Verordnungen getroffen.“
Nach Art. 24 AEUV haben alle Unionsbürger das Recht, sich in einer der 24 in Art. 55 EU-Vertrag genannten Sprachen an die Organe der EU zu wenden und eine Antwort in derselben Sprache zu erhalten. Neben diesen Amtssprachen existieren zahlreiche Minderheitensprachen, wie z. B. Katalanisch oder Baskisch in Spanien, sorbische Sprachen und friesische Sprachen in Deutschland oder Russisch in den baltischen Ländern. Die EU erklärt, die Sprachen und Sprachenvielfalt zu achten und zu respektieren.
Von den Amtssprachen werden im internen Verkehr der EU-Organe vor allem Englisch, Französisch und Deutsch als Arbeitssprachen verwendet, um die Verständigung zwischen den Mitarbeitern der europäischen Institutionen zu erleichtern. Durch den hohen Anteil an Nicht-Muttersprachlern, die in der EU Englisch verwenden, haben sich einige typische Eigenheiten in Grammatik und Vokabular herausgebildet, die als Euro English bezeichnet werden.

## Liste der Amtssprachen
| Sprache        | Amtssprache der EU und in EU-Mitgliedstaat(en) | Regional- oder Minderheitensprache in EU-Mitgliedstaat                                   | IATE- Kürzel | Amts- sprache seit | Name der EU (Abkürzung)   |
| -------------- | ---------------------------------------------- | ---------------------------------------------------------------------------------------- | ------------ | ------------------ | ------------------------- |
| Bulgarisch     | Bulgarien                                      | Griechenland Rumänien Ungarn                                                             | bg           | 2007               | Европейски съюз (ЕС)      |
| Dänisch        | Dänemark                                       | Deutschland Schweden                                                                     | da           | 1973               | Den Europæiske Union (EU) |
| Deutsch        | Belgien Deutschland Luxemburg Österreich       | Dänemark Frankreich Italien Kroatien Polen Rumänien Slowakei Slowenien Tschechien Ungarn | de           | 1957               | Europäische Union (EU)    |
| Englisch       | Irland Malta                                   |                                                                                          | en           | 1973               | European Union (EU)       |
| Estnisch       | Estland                                        | Lettland                                                                                 | et           | 2004               | Euroopa Liit (EL)         |
| Finnisch       | Finnland                                       | Schweden                                                                                 | fi           | 1995               | Euroopan unioni (EU)      |
| Französisch    | Belgien Frankreich Luxemburg                   | Italien                                                                                  | fr           | 1957               | Union européenne (UE)     |
| Griechisch     | Griechenland Zypern                            | Italien Ungarn                                                                           | el           | 1981               | Ευρωπαϊκή Ένωση (ΕΕ)      |
| Irisch         | Irland                                         |                                                                                          | ga           | 2007 (*)           | An tAontas Eorpach (AE)   |
| Italienisch    | Italien                                        | Frankreich Kroatien Slowenien                                                            | it           | 1957               | Unione europea (UE)       |
| Kroatisch      | Kroatien                                       | Italien Österreich Rumänien Slowenien Ungarn                                             | hr           | 2013               | Europska unija (EU)       |
| Lettisch       | Lettland                                       | Litauen                                                                                  | lv           | 2004               | Eiropas Savienība (ES)    |
| Litauisch      | Litauen                                        | Lettland Polen                                                                           | lt           | 2004               | Europos Sąjunga (ES)      |
| Maltesisch     | Malta                                          |                                                                                          | mt           | 2004               | Unjoni Ewropea (UE)       |
| Niederländisch | Belgien Niederlande                            | Frankreich                                                                               | nl           | 1957               | Europese Unie (EU)        |
| Polnisch       | Polen                                          | Lettland Litauen Rumänien Slowakei Tschechien Ungarn                                     | pl           | 2004               | Unia Europejska (UE)      |
| Portugiesisch  | Portugal                                       |                                                                                          | pt           | 1986               | União Europeia (UE)       |
| Rumänisch      | Rumänien                                       | Bulgarien Ungarn                                                                         | ro           | 2007               | Uniunea Europeană (UE)    |
| Schwedisch     | Finnland Schweden                              |                                                                                          | sv           | 1995               | Europeiska unionen (EU)   |
| Slowakisch     | Slowakei                                       | Kroatien Österreich Polen Rumänien Tschechien Ungarn                                     | sk           | 2004               | Európska únia (EÚ)        |
| Slowenisch     | Slowenien                                      | Italien Österreich Ungarn                                                                | sl           | 2004               | Evropska unija (EU)       |
| Spanisch       | Spanien                                        |                                                                                          | es           | 1986               | Unión Europea (UE)        |
| Tschechisch    | Tschechien                                     | Kroatien Österreich Polen Rumänien Slowakei                                              | cs           | 2004               | Evropská unie (EU)        |
| Ungarisch      | Ungarn                                         | Kroatien Österreich Rumänien Slowakei Slowenien                                          | hu           | 2004               | Európai Unió (EU)         |

## Amtssprachen in Mitgliedstaaten ohne offiziellen Status in der EU
| Sprache       | Amtssprache in Mitgliedstaat | Name der EU (Abkürzung) |
| ------------- | ---------------------------- | ----------------------- |
| Luxemburgisch | Luxemburg                    | Europäesch Unioun (EU)  |
| Türkisch      | Zypern                       | Avrupa Birliği (AB)     |

## Amtssprachen in Beitrittskandidaten der EU
| Sprache         | Amtssprache in Beitrittskandidaten | Name der EU (Abkürzung)               |
| --------------- | ---------------------------------- | ------------------------------------- |
| Albanisch       | Albanien Nordmazedonien            | Bashkimi Evropian (BE)                |
| Bosnisch        | Bosnien und Herzegowina            | Evropska unija (EU)                   |
| Georgisch       | Georgien                           | ევროპის კავშირი (ეკ)                  |
| Kroatisch       | Bosnien und Herzegowina            | Europska unija (EU)                   |
| Mazedonisch     | Nordmazedonien                     | Европска Унија (ЕУ)                   |
| Montenegrinisch | Montenegro                         | Evropska unija/Европска унија (EU/ЕУ) |
| Rumänisch       | Moldau                             | Uniunea Europeană (UE)                |
| Serbisch        | Bosnien und Herzegowina Serbien    | Европска унија (ЕУ)                   |
| Türkisch        | Türkei                             | Avrupa Birliği (AB)                   |
| Ukrainisch      | Ukraine                            | Європейський Союз (ЄС)                |

## Halbamtliche Sprachen der Europäischen Union
Folgende Sprachen sind weder Arbeits- noch Vertragssprachen der Europäischen Union, können jedoch für die Korrespondenz mit den Institutionen der EU verwendet werden.
| Sprache     | Amtssprache in Region                  | Staat   | Name der EU (Abk.)    |
| ----------- | -------------------------------------- | ------- | --------------------- |
| Baskisch    | Baskenland Navarra                     | Spanien | Europar Batasuna (EB) |
| Galicisch   | Galicien                               | Spanien | Unión Europea (UE)    |
| Katalanisch | Balearische Inseln Katalonien Valencia | Spanien | Unió Europea (UE)     |

## Arbeits- und Vertragssprachen
Von den Amtssprachen werden im internen Verkehr der Organe vor allem Englisch, Französisch und Deutsch als Arbeitssprachen verwendet, um die Verständigung zwischen den Mitarbeitern der europäischen Institutionen zu erleichtern.
Auch die Verträge (EU-Vertrag, AEU-Vertrag und EURATOM-Vertrag) sind in allen in Art. 55 EU-Vertrag genannten Amtssprachen verfasst und verbindlich. Eine Besonderheit bildete bis 2007 die irische Sprache, die nur Vertragssprache war, nicht aber als Amtssprache verwendet wurde. Erst anlässlich der Neuregelung beim Beitritt von Bulgarien und Rumänien wurde neben den Sprachen dieser beiden Länder auch das Irische neu als Amtssprache aufgenommen.

## Verordnung zur Regelung der Sprachenfrage
Verordnung Nr. 1 zur Regelung der Sprachenfrage für die Europäische Wirtschaftsgemeinschaft

„Der Rat der Europäischen Wirtschaftsgemeinschaft hat, gestützt auf Artikel 217 des Vertrages [Anmerkung: jetzt Art. 342 AEUV)], nach dem die Regelung der Sprachenfrage für die Organe der Gemeinschaft unbeschadet der Verfahrensordnung des Gerichtshofes vom Rat einstimmig getroffen wird, in der Erwägung, dass jede der vier Sprachen, in denen der Vertrag abgefasst ist, in einem oder in mehreren Mitgliedstaaten der Gemeinschaft Amtssprache ist, folgende Verordnungen erlassen:
Artikel 1Die Amtssprachen und die Arbeitssprachen der Organe der Gemeinschaft sind Deutsch, Französisch, Italienisch und Niederländisch. [Anmerkung: Im Rahmen der Beitrittsverträge wurden hier weitere Amtssprachen eingefügt. 2005 wurde durch eine Verordnung ‚Irisch‘ in die Liste aufgenommen.]
Artikel 2Schriftstücke, die ein Mitgliedstaat oder eine der Hoheitsgewalt eines Mitgliedstaates unterstehende Person an Organe der Gemeinschaft richtet, können nach Wahl des Absenders in einer der Amtssprachen abgefasst werden. Die Antwort ist in derselben Sprache zu erteilen.
Artikel 3Schriftstücke, die ein Organ der Gemeinschaft an einen Mitgliedstaat oder an eine der Hoheitsgewalt eines Mitgliedstaates unterstehende Person richtet, sind in der Sprache dieses Staates abzufassen.
Artikel 4Verordnungen und andere Schriftstücke von allgemeiner Geltung werden in den vier Amtssprachen abgefasst.
Artikel 5Das Amtsblatt der Gemeinschaft erscheint in den vier Amtssprachen.
Artikel 6Die Organe der Gemeinschaft können in ihren Geschäftsordnungen festlegen, wie diese Regelung der Sprachenfrage im Einzelnen anzuwenden ist.
Artikel 7Die Sprachenfrage für das Verfahren des Gerichtshofes wird in dessen Verfahrensordnung geregelt.
Artikel 8Hat ein Mitgliedstaat mehrere Amtssprachen, so bestimmt sich der Gebrauch der Sprache auf Antrag dieses Staates nach den auf seinem Recht beruhenden allgemeinen Regeln.
Diese Verordnung ist in allen ihren Teilen verbindlich und gilt unmittelbar in jedem Mitgliedstaat.“

Die Sprachen wurden jeweils mit dem Beitritt des jeweiligen Staates zur Amtssprache. Das Irische ist jedoch erst durch Verordnung des Rates vom 13. Juni 2005 als Amtssprache der EU anerkannt worden. Die Regelung trat aber erst am 1. Januar 2007 in Kraft. Fassungen der Verträge auf Luxemburgisch gibt es hingegen nicht, da das Luxemburgische erst 1984 zur National- und Verwaltungssprache Luxemburgs erklärt wurde und Gesetze dort bis heute ausschließlich auf Französisch geschrieben werden. Die Regierung von Luxemburg verzichtete für Luxemburgisch auf den Status einer EU-Amtssprache.

## Demografie
Nach der Eurostat-Studie Die Europäer und ihre Sprachen, die von November bis Dezember 2005 in den damaligen 25 Mitgliedstaaten der Europäischen Union durchgeführt und im Februar 2006 veröffentlicht wurde, ergibt sich folgendes Bild der laut Selbsteinschätzung der Befragten am meisten gesprochenen Sprachen in der Union (EU 25):
| Sprache        | Amtssprache in Mitgliedstaat                     | als Muttersprache gesprochen (Anteil an der Bevölkerung) | als Fremdsprache gesprochen (Anteil an der Bevölkerung) | Sprecher insgesamt in der EU (Anteil an der Bevölkerung) |
| -------------- | ------------------------------------------------ | -------------------------------------------------------- | ------------------------------------------------------- | -------------------------------------------------------- |
| Deutsch        | Deutschland Österreich Luxemburg Belgien Italien | 21 %                                                     | 20 %                                                    | 41 %                                                     |
| Englisch       | Irland Malta Vereinigtes Königreich*             | 13 %                                                     | 38 %                                                    | 51 %                                                     |
| Französisch    | Frankreich Belgien Luxemburg Italien             | 14 %                                                     | 9 %                                                     | 21 %                                                     |
| Italienisch    | Italien                                          | 13 %                                                     | 03 %                                                    | 16 %                                                     |
| Spanisch       | Spanien                                          | 09 %                                                     | 06 %                                                    | 15 %                                                     |
| Polnisch       | Polen                                            | 09 %                                                     | 01 %                                                    | 10 %                                                     |
| Rumänisch      | Rumänien Ungarn Bulgarien                        |                                                          |                                                         |                                                          |
| Niederländisch | Niederlande Belgien                              | 05 %                                                     | 01 %                                                    | 06 %                                                     |
| Kroatisch      | Kroatien                                         |                                                          |                                                         |                                                          |
| Bulgarisch     | Bulgarien Rumänien                               |                                                          |                                                         |                                                          |
| Griechisch     | Griechenland Zypern                              | 03 %                                                     | 0 %                                                     | 03 %                                                     |
| Schwedisch     | Schweden Finnland                                | 02 %                                                     | 01 %                                                    | 03 %                                                     |
| Tschechisch    | Tschechien                                       | 02 %                                                     | 01 %                                                    | 03 %                                                     |
| Portugiesisch  | Portugal                                         | 02 %                                                     | 0 %                                                     | 02 %                                                     |
| Ungarisch      | Ungarn                                           | 02 %                                                     | 0 %                                                     | 02 %                                                     |
| Slowakisch     | Slowakei                                         | 01 %                                                     | 01 %                                                    | 02 %                                                     |
| Katalanisch    | Spanien                                          | 01 %                                                     | 01 %                                                    | 02 %                                                     |
| Irisch         | Irland                                           | <1 %                                                     |                                                         |                                                          |
| Russisch       |                                                  | 01 %                                                     | 06 %                                                    | 07 %                                                     |

* Anmerkung: zum Zeitpunkt der Erhebung war das Vereinigte Königreich noch EU-Mitglied.
Nach der von Mai bis Juni 2005 durchgeführten Erhebung des Eurobarometers wichen die Zahlen teilweise ab.
- Sprachkenntnisse in der EU

Sprachkenntnisse in der EU
Deutsch
Englisch
Französisch
Spanisch
Italienisch
Russisch

## Einführung einer einheitlichen Amtssprache

### Englisch
Die Einführung von Englisch als Verwaltungs- und anschließend als Amtssprache in den Teilstaaten der Europäischen Union wurde diskutiert. Einer repräsentativen YouGov-Umfrage von 2013 zufolge hätten es zu diesem Zeitpunkt 59 Prozent der Deutschen begrüßt, wenn die englische Sprache in der gesamten Europäischen Union den Status einer Amtssprache erlangt hätte (zusätzlich zu den bisherigen Sprachen), in anderen Ländern Europas lag die Zustimmungsraten teilweise bei über 60 Prozent.
Durch den geplanten Austritt des Vereinigten Königreiches aus der EU (Brexit) bekam die Diskussion über eine einheitliche Amtssprache neuen Auftrieb, verlagerte sich aber auch weg vom Englischen hin zu anderen Sprachen, die häufig in der EU gesprochen werden. Durch den Verlust des Vereinigten Königreiches als EU-Nettozahler kam die nicht unwesentliche Verwaltungskostenstelle der Übersetzungen in und aus 24 Amtssprachen bei allen Dokumenten als Argument wieder verstärkt in die Diskussion.

### Latein

Logo des Europäischen Parlaments

Wo sich eine Bezeichnung mit verschiedenen Sprachen nicht oder schwer darstellen lässt (z. B. Logos oder Internet-Domains) greift die EU teilweise auf Latein zurück, welches in einem Großteil der Mitglieder der EU historisch bedeutend war und teilweise noch ist, jedoch weder die Mutter- noch die Amtssprache irgendeines EU-Mitgliedes ist. Dadurch wird eine gewisse „Neutralität“ gewahrt. Der europäische Rat findet sich beispielsweise im Internet unter www.consilium.europa.eu und das Logo des Europäischen Parlaments benutzt die lateinische Form „Parlamentum Europaeum“. Anders als die römische Kurie plant die EU jedoch nicht, Latein als Verwaltungssprache zu verwenden oder auch nur Dokumente routinemäßig ins Lateinische zu übersetzen. Dennoch werden entsprechende Vorschläge gelegentlich in den Medien diskutiert.

### Esperanto
Einige Esperantisten sowie die Kleinpartei/politische Bewegung Europa – Demokratie – Esperanto setzen sich für die Verwendung von Esperanto als Amtssprache der EU ein. Gegenüber Englisch hätte es – wie Latein – den Vorteil größerer Neutralität (nirgendwo Amts- oder Muttersprache), darüber hinaus ist – so das Argument von Esperantisten – das Erlernen dieser Plansprache einfacher, zumal für Sprecher der meisten europäischen Sprachen, welche mit Esperanto große Gemeinsamkeiten in Wortschatz und Grammatik aufweisen.